# Криви Карпати
Кривите Карпати (на румънски: Carpații de Curbură, на унгарски: Kárpátkanyar), познати още като Подкарпати, са най-южната планинска група на Източните Карпати с най-висок връх Чукаш (1954 м).
Кривите Карпати носят името си заради острия завой който прави с тях главната планинска верига на Карпатите – от изток-югоизток – на север-северозапад. От планината Чукаш извира река Бузъу.
Те са част от така наречените Външни Източни Карпати. Заключени са между реките Тротуш на север, десен приток на Сирет, и долината на Прахова, която ги дели от Южните Карпати.
Кривите Карпати включват следните масиви:
- Бърса в земята Бърса
- Чукаш
- Планините Бузъу
  - Пантелей
  - Сириу
  - Татару
  - Поду Калулуй (Конски мост)
  - Метеору
  - Иванецу
- Вранча
- Грохотиш
- Баю, завършващ на юг с Гърбовата планина[1]

Към Кривите Карпати, от вътрешната им страна под остър ъгъл се включва и масива Инторсура, т.е. Планините на завръщането – югоизточно от Сфънту Георге.